# アブー・ウマル・アル＝バグダーディー
アブー・ウマル・アル＝バグダーディー（アラビア語: أبو عمر البغدادي, Abū ʿUmar al-Baghdādī）、1959年 - 2010年4月18日）は、イラクのサラフィー・ジハード主義組織ISILの指導者。2010年4月18日にティクリート近郊で行われたアメリカ軍とイラク軍の合同作戦により死亡した。

## 出自
アンバール県ハディーサに近いアルザウィヤの出身。FDD's Long War Journalの報道によれば、生年は1959年であり、本名はハーミド・ダーウード・ムハンマド・ハリール・アッ＝ザーウィー（حامد داود محمد خليل الزاوي, Ḥāmid Dawūd Muḥammad Khalīl al-Zāwī）とされている。成人後、1993年までハディーサの警察官として勤務していたが、サラフィー・ジハード主義への傾倒が顕著になり警察から解雇された。退職後は電子機器の修理工場で働きつつ、アル・アサフ・モスクのイマームに接近した。
2003年にイラク戦争が始まると、バグダーディーは武装勢力を結成し、アメリカ合衆国を主体とする有志連合を襲撃した。またこの時期にバグダーディーはアブー・ムハンマド・アッ＝ルブナーニー、アブー・アナス・アッ＝シャーミーと接触し、アブー・ムスアブ・アッ＝ザルカーウィーのタウヒードとジハード集団(後のイラクの聖戦アル＝カーイダ組織)に忠誠を誓った。
バグダーディーの当初の活動地域はアンバール県だったが、バグダードに移りムジャーヒディーン諮問評議会とシャリーア評議会での活動に功績を残した。そのためディヤーラー県の統治を委ねられる。

## 存在を巡る問題
2007年3月9日、イラク内務省がバグダーディーを拘束したと発表したが、後に別人だと判明した。5月3日には、アメリカ軍とイラク軍と合同作戦により、バグダード北方でバグダーディーを殺害したと発表したが、アメリカ軍は7月に「バグダーディーは実在しない人物」と見解を示した。アメリカ軍はこの理由として、ウサーマ・ビン・ラーディンとの連絡役として活動していたハーレド・アル＝マシュハダーニー（Khaled al-Mashhadani、文語アラビア語発音：ハーリド・アル＝マシュハダーニー（Khālid al-Mashhadānī））受刑者が、「イラクのテログループの顔役として"バグダーディー"を作り上げた」と主張したことを挙げており、マシュハダーニーによると、バグダーディーの声明は全てイラク人俳優が読み上げていたという。
2008年5月7日、アル＝アラビーヤはイラク治安当局からの情報として、「ハーミド・ダーウード・アッ＝ザーウィー」という人物がバグダーディーと同一人物だと報道した。これに関連し、AFPは2009年4月23日に「アッ＝ザーウィー」はイラク軍に拘束されたと報道し、イラク政府は28日に「アッ＝ザーウィー」の写真を公表した。ISILはこの発表を否定し、またSITE研究所もイラク政府の発表を否定し、バグダーディー本人のものとされる声明テープを公表した。ISILはこれ以降もバグダーディーの名で声明を発表し続けた。

## 死亡
2010年4月18日、アメリカ軍とイラク軍の共同作戦により、バグダーディーは息子とアブー・アイユーブ・アル＝マスリーと共に殺害され、メンバー16人が逮捕された。作戦終了後、ヌーリー・マーリキー首相はバグダーディーとアル＝マスリーの遺体写真を公開してアルカーイダの弱体化を強調し、アメリカ副大統領のジョー・バイデンも「イラクのアルカーイダにとって壊滅的打撃になる」と声明を発表した。
4月25日、イラク・イスラーム国がウェブサイト上で声明を発表し、バグダーディーとアル＝マスリーの死亡を認めた。